# 絶滅の島
- 藤子不二雄（読切） > 藤子・F・不二雄（著作） > SF短編 > 一覧 > 絶滅の島
- 藤子不二雄 > アニメ > 絶滅の島

「絶滅の島」（ぜつめつのしま）は、藤子不二雄の藤本弘（のちの藤子・F・不二雄）による読切漫画作品。1978年に扉だけが描かれたが、掲載予定だった新創刊雑誌の発売中止によりお蔵入りに。1980年に月刊SF映画雑誌『スターログ』に12頁の短編として発表された（サイレント版）。1985年にてんとう虫コミックス別コロ版『少年SF短編集』第3巻に収録された際に大幅に加筆修正され、32頁の短編となった（単行本版）。
1990年から1991年にかけて発売されたOVAにてアニメ化された。また、2000年には「週刊ストーリーランド」内の1作としてテレビアニメ化された。

## 概要
宇宙怪物の大量殺戮を通して、様々な生き物を絶滅させて来た人類に対する皮肉が込められた作品であり、藤本の全作品の中でも最も残酷な描写が多い作品である。
OVAの「藤子・F・不二雄 Sukoshi Fushigi 短編シアター」第4巻で、藤本自身がこの作品を「みどりの守り神とまったく同じテーマを裏返しにした一つの実験作品」だと語っている。
サイレント映画を模した初出版では台詞が無く、宇宙怪物の言語による字幕があり、最後に字幕の日本語訳が掲載されていた。単行本版は、地球人側の視点で描かれ、地球人の台詞が追加されている。宇宙怪物の言語については同様に最後に日本語訳が掲載されている。
以下、基本的に1985年の単行本版の漫画に沿った内容について述べ、#1978年版、#サイレント版等の別バージョンについては個別に述べる。

## あらすじ
序盤
アンデス山中に姿を現したUFOの大群はあっという間に五大州を制圧。地球人は絶滅に近い状態に追いやられてしまった。シンイチとカオリら27人は秘島ツアーで離島に来ていたことで難を逃れた数少ない生き残りだった。しかしそれから2年後、その島にも宇宙怪物が来襲し、人間狩りが始まった。
宇宙怪獣の攻撃からかろうじて逃げ切った後、シンイチはカオリを森の中に隠れるよう諭して村の様子を見に行くが、宇宙怪獣の襲来により村の人間はことごとく殺戮された。生き残った仲間の中年男性と共に引き換えしたシンイチは、カオリが連れ去られたことに気づく。
中盤
夜の闇にまぎれてカオリを救出することにした2人。焚火で魚を焼きながら男性は語る。かつて、この島にミツユビムカシヤモリという貴重なヤモリが生息していたものの、その黒焼きが難病に聞くという迷信を信じた人間による乱獲で絶滅してしまったこと。そして、それのみならず世界中の動物を欲望のままに狩ってきた人間たちが狩られる立場に立たされても、文句は言えないのではないかと。
終盤
カオリを救出するため村に向かった2人は、そこで殺害された人間たちが串刺しにされ、焚火に燻されている凄惨な現場を目撃する。ショックを受けつつカオリの生死を確かめるべく近づくと、近くの木に宙づりにされているカオリを発見。男性が縄を切ってカオリを助け出した直後、宇宙船内部から出てきた宇宙怪物が大挙して襲い掛かる。男性は2人に生き延びろと言い残して宇宙怪物に突撃した末に惨殺されてしまう。カオリは再び宇宙怪物の触手に捉えられ、シンイチは太ももを触手で貫かれ逆さ吊りで気絶する。
結末
そこに別の宇宙船が飛来し、中から殺戮者と同じ容姿の宇宙怪物が登場。その宇宙怪物はシンイチの怪我を治療し、シンイチたちには理解できない言葉をかけて去っていく。
最終頁の末尾に掲載された「宇宙怪物語 日本語訳」により、顛末の真相が明かされる。襲い掛かってきた宇宙怪物は密猟者であり、チキュウケナシザルの黒焼きは円形脱毛症に効くという迷信を信じて密猟を行っていたのだ。シンイチたちを丁重に保護した環境省の巡視官は、「あやうく絶滅させるところだった」「ぼくたち宇宙人、みんな友達」とつぶやいて去っていくのだった。

## 作中のパロディ
作中に登場する「ぼくたち宇宙人、みんな友達」という語句は、1984年から1985年のコロコロコミックをはじめとした小学館の雑誌で、緑色のドラえもん、忍者ハットリくん、パーマンらのキャラクターと共に展開していた「グリーンドラえもん みんなともだちキャンペーン」で使われていたキャッチフレーズ「ぼくたち地球人 みんなともだち」のパロディである。後述の#サイレント版では別のキャッチフレーズがパロディとして使用されていたが、単行本版にて変更された。

## 登場人物
シンイチ
宇宙怪物の襲来がなければ高校生になっている年齢の少年。一昨年の夏から生き残った人々と共に島で暮らしている。
カオリ
宇宙怪物の襲来がなければ高校生になっている年齢の少女。
男
宇宙怪物の襲撃から生き残ってシンイチと行動を共にする男性。サイレント版では登場しない。かつて人類が滅ぼした「ミツユビムカシヤモリ」についてシンイチに語る。このヤモリは肺病に効くという迷信から人間に捕りつくされ絶滅した（現実には存在しない）。石ノ森章太郎とよく似た顔をしている（トキワ荘仲間のうち、藤本と石ノ森は1、2を争うSF好きとして知られている）。
宇宙怪物
毛深く、地球人の数倍の巨体を持っている。数本の触手を自在に操り、地球人の首を正確にはじき飛ばしたり、胴体を串刺しにしたりする。

## 1978年版
主人公の少年の背景に巨大な円盤と夜空、島のジャングルと崖が配置された扉絵のみが描かれた。のちに正式に描かれた作品とは異なり、少年は鉢巻をし、上半身に服を身に着け、竹槍を手にしている（のちに描かれた作品では銛）。
1978年に新しく創刊される予定だったビジュアルSFマガジンに『スター・ウォーズ』の日本語版コミック等と共に掲載される予定だったが、雑誌の刊行中止によりお蔵入りとなった。

## サイレント版
1980年に月刊SF映画雑誌『スターログ』に12頁の短編として発表。サイレント映画を模した実験漫画的な作品。通常の漫画のコマの描き方ではなく、コマの左右に黒地に白い四角い穴が空いたフィルム模様が描かれている。全編にわたり台詞なし、効果音なしで描かれている。左開きの体裁。
単行本版とは異なり、末尾の訳文に出てくる病気は「イマヤノジフ病」（逆から読むと病名の由来が理解できる）。訳文の最後には「宇宙の生物みな兄弟」という文言が大きく掲載されており、当時CMのキャッチフレーズとして大勢に認知されていた「人類みな兄弟」という語句のパロディであることが強調されている。それに続く最末尾には「環境局広宣課製作」という文言も記されており、サイレントフィルムが宇宙怪物襲来パニック映画ではなくドキュメント映画だったという大オチの役割を果たしている。

## OVA
「藤子・F・不二雄 Sukoshi Fushigi 短編シアター」第4巻収録。

### キャスト
ナレーションのみで、その他の人物は声優を割り振られていない。
- ナレーション - 山口奈々

### スタッフ
- 監督：出﨑哲
- 脚本：今泉俊昭
- プロデューサー：浅見勇（小学館）、清松信夫（東宝）、松崎義之（マジックバス）
- キャラクターデザイン、作画監督：清水恵蔵
- 絵コンテ、演出：冨永恒雄
- 原画：玉腰昌樹、伊藤卓、坂本修司、小泉孝司、長森佳容
- 美術監督：石垣努
- 美術：（株）石垣プロダクション、光元博行、中近東
- 動画チェック：中原清隆、岩倉和憲
- 動画：福井明博、澄川智深、遠田哲也、川村孝之、熊坂径子、石井久志、水畑健二、小野澤雅子、佐藤房枝、韓一動画
- 色彩設定：吉森良子
- 色指定補佐：永山利香
- 仕上げ検査：ジャスト、伊藤弘子、市村勇
- 仕上げ：後藤忠章、坂野加奈、小松原智子、小関裕子、後藤恵子、井上純一、高田みほ、松藤宣江、黒岩智子、高見沢佐知子、田崎美行、韓一動画
- 特 殊効果：熊井芳貴、太田直
- 撮影監督：岡崎英夫
- 撮影：IMG、中村昌樹、渡辺奈緒子、古山実、Qプロ、柳田久次郎、升沢達也
- 音響監督：明田川進
- 音楽：都留教博
- 録音：安藤邦夫
- 効果：倉橋静男
- 音響担当：三間雅文
- 録音スタジオ：アオイスタジオ
- 音響制作：マジックカプセル
- 編集：西川洋二、国吉伸幸、マリア・えみこ・マクガワ、渡瀬祐子（井上編集室）
- 現像：東京現像所
- タイトル：マキ・プロ、牧正宏、安食光弘、馬場秀雄、小畠公和
- 制作担当：大植千曲
- 協力：藤子プロ、コロコロコミック編集部、学習雑誌編集部、少年サンデー編集部
- 制作協力：綿引勝美、メモリーバンク
- アニメーション制作：マジックバス
- 制作：小学館、東宝
- 発売元：小学館
- 販売元：東宝

### 主題歌
- オープニングテーマ
  - なし
- エンディングテーマ
  - 『Just A Girl』歌：TWIGGY
    - 作詞作曲：原田美穂子　編曲：TWIGGY、樫原伸彦　ファンハウス

## テレビアニメ
2000年1月27日、日本テレビ系列の「週刊ストーリーランド」の枠内で放送。ただし内容については残酷な描写がカットされ、エンディングも人類がみな生還するなど大幅な改変が加えられている。

### キャスト
- 真一 - 森川智之
- カオリ - 日高奈留美

### スタッフ
- 総監督・演出：やすみ哲夫
- 脚本：笠原邦暁
- キャラクターデザイン：関修一
- 作画監督：丸山宏一
- 美術監督：土橋誠
- 色彩設計：宮本陽子
- 音響監督：小林克良
- 音響製作：オーディオプランニングユー
- 録音スタジオ：APUスタジオ
- 効果：横山正和
- 整音（ミキサー）：田中章喜
- 制作担当：松土隆二、三宅綱太郎
- プロデューサー：増子相二郎
- 協力：ベガエンタテイメント
- 製作：シンエイ動画